# Mohamed Abdul Khalek Hassouna
 (décembre 2023).
Si vous disposez d'ouvrages ou d'articles de référence ou si vous connaissez des sites web de qualité traitant du thème abordé ici, merci de compléter l'article en donnant les références utiles à sa vérifiabilité et en les liant à la section « Notes et références ».
Mohammed Abdul Khalek Hassouna (محمد عبد الخالق حسونة) né le 28 octobre 1898 au Caire et mort le 20 janvier 1992. Il est le deuxième secrétaire général de la Ligue arabe. Il a travaillé aux ambassades de l'Égypte à Berlin, Rome, Prague et Stockholm.

## Biographie
En 1925 il obtient un magistère en économie et sciences politiques de la prestigieuse université de Cambridge et était membre de la première mission à l'étranger envoyé par le ministère des affaires étrangères .
Il est maire d'Alexandrie entre le 25 avril 1942 et le 15 mai 1948. Sa période est marquée par la construction de l'université de l'Alexandrie. Il a occupé le poste de ministre des affaires sociales entre 1949 et 1950 puis ministre de l'éducation et des affaires étrangères. De 1952 jusqu'en 1972 il succède  Abdul Rahman Hassan Azzam au poste de  secrétaire général de la Ligue arabe.